# Bellazoia
Bellazoia (Bielezoe in friulano, Belegiôe nella variante friulana locale, Svet Lenard in sloveno ed in dialetto del Torre/tersko narečje) è una frazione pedemontana di circa 100 abitanti del comune di Povoletto; tuttavia essendo situata sulla sponda sinistra del torrente Malina, la frazione rientra nel contesto geografico di Faedis.
Fino al 2016 faceva parte della Comunità montana del Torre, Natisone e Collio.

## Geografia fisica
Bellazoia è un piccolo centro abitato delle Valli del Torre (Valadis de Tôr/Terške Doline) situato a 142 metri s.l.m, su un pianoro rialzato rispetto ai borghi sottostanti, ai margini dell'alta pianura friulana e ai piedi dei primi rilievi delle Prealpi Giulie. 
Bellazoia è il paese più orientale del comune ed è l'unica frazione di Povoletto posta al lato sinistro del torrente Malina, confinando a Nord con i boschi di latifoglie del Comune di Attimis e a Sud ed Est con il Comune di Faedis. 
Assieme alle frazioni di Savorgnano del Torre, Magredis e Ravosa, rientra nel contesto territoriale dei Colli Orientali del Friuli.
Dalla frazione parte una ricca rete di sentieri e mulattiere che si estende nei comuni limitrofi, raggiungendo località come Racchiuso e Faedis, da cui si diramano altrettanti sentieri che raggiungono diverse borgate montane tra cui Porzus, Canebola o Costalunga.

## Monumenti e luoghi d’interesse
A Bellazoia si trova la Chiesa di San Leonardo. L'edificio ha origini trecentesche e venne rimaneggiata nel corso del XVII secolo quando fu aggiunto sia l'abside quadrata leggermente più alta rispetto all'aula sia il portico aperto su tre lati da archi a tutto sesto.
Internamente, l'edificio, presenta un lacerto d'affresco raffigurante la Madonna con Bambino posizionato sulla parete sinistra e risalente alla fine del XIV secolo e accanto vi è la figura di San Leonardo: unica testimonianza degli affreschi quattrocenteschi che adornavano l'aula.
Un insediamento doveva essere presente già prima del Medioevo in questa zona, gli scavi condotti al di sotto del pavimento della chiesa hanno permesso il ritrovamento di alcune tessere musive che confermano la presenza di viabilità secondaria.
In principio, forse, la chiesa ospitava ricchi coloni pagani o semplici contadini.

## Clima
La zona si caratterizza per le marcate escursioni termiche, con valori minimi più bassi della restante alta pianura in tutte le stagioni.
D'estate è assai raro che i valori minimi permangano al di sopra dei +20 °C. D'inverno le temperature minime, in caso di cielo sereno, scendono spesso al di sotto dello zero e pressoché ogni anno sfiorano o superano i -10 °C.
La piovosità media annua supera i 1600 mm. I mesi più piovosi, con circa 170 mm medi, sono giugno, settembre e novembre. In estate, vista la vicinanza dei rilievi, vi sono frequenti temporali, ma la grandine non è un fenomeno consueto.
In inverno la nevosità media non è particolarmente elevata, e gli accumuli variano di solito dai 5 ai 15/20 cm. Il record spetta al febbraio 1985, quando in una notte si accumularono più di 70 cm di neve.
La nebbia non è un fenomeno frequente e si presenta solo per un paio di giorni all'anno, solitamente durante la stagione autunnale.